# EPEG
 (février 2022).
Europe-Persia Express Gateway (EPEG) est une liaison fibre optique reliant l'Europe au Moyen-Orient mise en service en décembre 2012.
Le câble de 10 000 kilomètres part de Francfort (Allemagne), puis passe par la Slovaquie, la Tchéquie, une branche passe par l'Autriche et la Hongrie, une autre branche passe par  Kiev (Ukraine), puis la Russie, l'Azerbaïdjan, l'Iran et Barka (Oman).
Le consortium est constitué de Rostelecom, Vodafone, Telecommunication Infrastructure Company et Omantel.